# Билиракис, Майкл
Майкл (Миха́лис) Билира́кис (греч. Μιχάλης Μπιλιράκης, англ. Michael Bilirakis; 16 июля 1930, Тарпон-Спрингс, Флорида, США) — американский политик-республиканец греческого происхождения. В 1983—2007 годах был членом Палаты представителей США от Республиканской партии, представляя 9-й округ Флориды. Отец политика Гаса Билиракиса. Член Американо-греческого прогрессивного просветительского союза (AHEPA) и Ордена святого апостола Андрея. Великий командор Ордена Феникса (Греция, 2007).

## Биография
Родился в семье греков родом с острова Калимнос (Греция). Детство провёл в городе Мак-Киспорт (Пенсильвания).
Получил степень бакалавра в Питтсбургском университете, а также какое-то время учился в Университете Джорджа Вашингтона. Также получил юридическую степень во Флоридском университете.
Служил в ВВС США во время Корейской войны.
Трудился в различных сферах. Во время учёбы в колледже при Питтсбургском университете работал сталелитейщиком, а позже инженером. Большую часть своей профессиональной карьеры занимался адвокатской практикой, а также преподавал право. Служил в качестве муниципального судьи в Тарпон-Спрингсе и Нью-Порт-Ричи (Паско).
Впервые участвовал в выборах в 1982 году в недавно созданном 9-м округе, опередив с перевесом всего в 4300 голосов члена Палаты представителей Флориды Джорджа Шелдона. Однако, в 1984 году он был переизбран с 78 % голосов, и ещё 10 раз, никогда не сталкиваясь с серьёзной конкуренцией даже в 1988, 1994, 1998 и 2004 годах.
В 2006 году вышел в отставку. Его сын Гас Билиракис, член Палаты представителей Флориды, опередил демократа Филлис Бусански на выборах в Конгресс, заняв прежнее место своего отца в Палате представителей США от 9-го избирательного округа штата Флорида.
В августе 2009 года имя Майкла Билиракиса было добавлено в короткий список губернатора Чарли Криста, заняв в нём место сенатора Мела Мартинеса.
Состоит в браке с Эвелин Билиракис. Пара имеет четырёх сыновей.
В 2017 году одна из улиц острова Калимнос была названа в честь Майкла Билиракиса.